# Equality of Educational Opportunity
 (mars 2007).
Equality of Educational Opportunity ou plus simplement Le Rapport Coleman est un rapport du sociologue américain James Coleman publié en 1966 et qui analyse les inégalités dans le système scolaire américain. 
Ce rapport montre que les différences entre élèves à l'entrée de l'école, notamment liées à l'origine sociale, se retrouvent à la sortie de l'école et souligne l'échec des écoles américaines pour lutter contre ces inégalités.

## Introduction
James S. Coleman (1926-1995) considérait la compréhension du fonctionnement des systèmes sociaux comme l’objet central de la sociologie. Sa conviction était que la Science Sociale et la théorie sociale pouvait contribuer à l’amélioration de l’organisation sociale, « with a system’s responsiveness to the interest of persons as his normative standard of performance ». The Equality of Educational Opportunity (EEO) ou rapport Coleman a été commandé par le US Civil Rights Act de 1964. Cette enquête s’est déroulée sur une période de seize mois, depuis ses débuts jusqu’à la publication, et intègre dans son échantillon un millier d’établissements scolaires, soit environ 600 000 étudiants questionnés.
L’hypothèse initiale du rapport, se base sur un sens commun généralement accepté selon lequel les mauvaises performances scolaires des élèves pauvres et issus de minorités ethniques s’expliquent par le manque de ressources financières de leurs établissements scolaires. Le rapport Coleman montre au contraire que parmi les écoles étudiées, l’écart entre les ressources n’était pas si important qu’attendu, mais surtout que l’effet des ressources sur la réussite scolaire des élèves n’était pas aussi important que l’origine socio-culturelle des familles (family background). Les principaux apports du rapport se déclinent autour de la ségrégation scolaire (School Segregation) du fossé de la réussite (Achievement Gaps) et de l'influence de l’école (School Effects).

## Ségrégation scolaire
Le rapport Coleman constate en premier lieu la forte ségrégation de l’éducation américaine ; celle-ci est la plus forte pour la population blanche qui, en 1966, compte 80 % de ses enfants scolarisés au sein d’écoles composées de Blancs à hauteur de 90 à 100 %. Comme attendu, ce niveau de ségrégation entre Blancs et Noirs était plus important dans les États du Sud. Après sa publication, la ségrégation scolaire a connu des changements significatifs. Ainsi, la vague de déségrégation scolaire entamée dans les années 1960 est liée pour une part au rapport Coleman. Ce mouvement de « déségrégation » atteint son pic dans les années 1980 mais la tendance s’est depuis partiellement inversée, d’ailleurs, de nombreuses écoles ont connu une vague de « reségrégation » dans les années 1990.
En somme, la ségrégation scolaire a subi des changements dans l’un et l’autre sens en quarante ans. Dans le pays entier, environ la moitié de la population scolaire noire est scolarisée dans des  All-Black schools. Plus que cela, au début du XXIe siècle, la proportion d’élèves noirs inscrits dans une école où les populations prédominantes sont des minorités ethniques, est à un niveau proche de celui décrit en 1966 par le rapport Coleman.

## Fossé de la réussite
Une partie importante du rapport Coleman est consacrée au fossé racial de la réussite scolaire. Ainsi, Coleman a mis en évidence puis chiffré le « fossé blancs / noirs (Black-White Gap) de la réussite académique. Pourtant, si ce fossé a montré une certaine évolution (c’est-à-dire une diminution) depuis quarante ans, et ce, grâce aux politiques de déségrégation, force est de constater que la tendance s’est largement ralentie fin des années 1980, en concomitance avec le retrait des politiques de déségrégation. On pourrait dès lors croire que ces deux phénomène (le « Black-White Gap » et la (dé)ségrégation) soient liés de manière causale, mais, c’est un pas de trop. En effet, des études consécutives au rapport Coleman ont montré que les bénéfices des politiques de « déségrégation » sont surtout imputables à la partie sud du pays et pour la période des années 1970. 
Les conclusions du rapport ont été largement utilisés pour promouvoir les politiques d’intégration raciale et socioéconomique à l’école. Ces politiques n’ont pourtant pas été sans effets pervers, parmi lesquels l’exode de Blancs vers les villes afin d’échapper aux « busing plans ».

## L'influence de l'école
Ce point est sans doute le plus controversé parmi les conclusions du rapport qui, de manière surprenante, montre que les ressources de l’école ont peu d’incidences sur l’éducation une fois le contexte familial contrôlé. 
Les découvertes de Coleman reposent sur un modèle théorique cher aux économistes : « an input-output model ». Le paradigme de ce modèle considère l’école comme une boîte noire dans laquelle les activités développées ne sont pas prises en considération. En effet, en théorie économique (de l’époque) il n’est pas nécessaire de connaître les processus de travail d’une école/firme pour savoir si celle-ci est efficiente. L’avantage du modèle de la boîte noire est qu’il autorise une analyse globale sans recourir à l’examen des détails de ce qui se passe à l’intérieur d’une école/firme particulière. En effet, Coleman & al. ont tenté de mesurer les effets de l’école selon un indicateur d’apprentissage (c’est-à-dire, sur base des performances réalisées lors d’un test standardisé) et selon une série de critères (inputs).  
Ainsi, cinq variables sont mobilisées dans le modèle explicatif de Coleman : 
1. School facilities
2. School curriculum
3. Teacher qualifies
4. Teacher attitudes
5. Student body characteristics.

Dans les études qui suivirent celles de Coleman, beaucoup corroborèrent que l’effet du contexte familial était plus fort que l’effet des ressources scolaires. Pourtant, plusieurs années après, d’autres universitaires ont critiqué le rapport Coleman, notamment pour les inférences linéaires et additives établies entre apprentissage et ressources. En définitive, si les conclusions de Coleman pouvaient faciliter/orienter le choix des politiques sociales américaines, notamment concernant le financement des écoles, celles-ci ne permettent qu’une compréhension limitée du comment ces ressources peuvent affecter la réussite scolaire.
En fin de compte, quarante ans après, les découvertes de Coleman se résumeraient comme suit : 
- Dans un pays où l’écart des ressources entre les écoles est relativement faible, le contexte familial est plus intimement associé à l’écart des performances scolaires.
- La présence de mixité sociale augmenterait les chances de réussite (« affluent peers boosted achievement »).
- Les ressources de l’éducation et l’institution scolaires ne créaient pas tant l’inégalité que le revenu parental, l’éducation, le statut professionnel.

## Dépassement du EEO
Parmi les centaines d’études consacrées ultérieurement aux fonctions de production de l’école, et développées durant les années 1990, toutes s’accordent autour de trois points :
1. dans peu de cas le haut niveau de ressources de l’école est associé à un haut niveau de réussite scolaire,
2. il est très difficile d’épingler les effets produits par la qualité de l’école,
3. l’utilisation des ressources a plus de conséquence sur la réussite scolaire que la présence ou l’absence de celles-ci.

Sans faire écho de toutes les études menées, citons-en une encore qui suggère que l’inégalité tend à augmenter durant l’été, c’est-à-dire lorsque l’école est fermée (ce qui démontre l’effet compensatoire de l’école, sans laquelle l’inégalité serait encore plus forte.)
Beaucoup d’auteurs ont critiqué la mauvaise voie suivie par leurs confrères (Coleman & Cie.) lorsque l’école est considérée comme une boîte noire. Ainsi, certains avancent que l’école ne produit pas les apprentissages, au mieux elle fournit un contexte au sein duquel l’apprentissage prend place. Dans cette perspective l’apprentissage est  le résultat de l’éducation pas de l’école. L’approche théorique selon le paradigme du « within-school » sera, en fin de compte, également recommandé par les économistes (afin d’observer plus efficacement la transformation des ressources en apprentissage). De nombreux auteurs se rangent désormais du côté du « within-school », considéré plus efficace pour la compréhension de l’apprentissage des étudiants que les différences de ressources inter établissements. 
Au niveau des enquêtes internationales, il faut relever que les ressources scolaires ont un effet renforcé dans les pays pauvres. Ces résultats suggèrent que la recherche du rapport Coleman établissant une association limitée entre les ressources scolaires et la réussite une fois le contexte familial contrôlé est au demeurant valide pour les pays qui ont franchi un certain seuil des ressources scolaires. D’autres articles corroborent cette thèse.

## Apports et critiques
Si l’apport principal du EEO est d’attribuer la réussite scolaire au milieu familial de l’étudiant plutôt qu’à la hauteur de l’investissement économique dans l’institution scolaire, il demeure un problème d’ordre méthodologique qui réduit les performances testées des équipes pédagogiques à des moyennes par établissement. Cette démarche empêche de facto de mesurer un quelconque effet maître.

### Étude Multi-Level
Avec suffisamment d’enfants, d’écoles et de professeurs, auxquels s’ajoutent quelques statistiques farfelues on peut estimer la contribution de chaque facteur sur la réussite scolaire. Une étude de 1997 (Schreerens & Bosker) montre qu'en matière de réussite scolaire 20 % sont issus de l’école fréquentée, 20 % sont attribués aux professeurs, 60 % sont impartis à l’enfant (comprendre à son background).
Ceci montre bien l’importance des professeurs, mais n’explique en rien pourquoi. De plus, l’influence de ces derniers est attribuée pour une année donnée. Cela implique-t-il que leur influence durant les années précédentes est intégrée dans les 60 % restants.

### Étude Value-added
Ces études approchent les enfants de manière longitudinale et les évaluent en début et en fin d’année scolaire. Sur cette base il est possible d’estimer les professeurs et, année après année, de faire émerger un effet maître sur la réussite scolaire. Là où réside l’erreur de Coleman c’est qu’il sous-estime cette variable.

## Effet d'école et écoles privées
Au début des années 1980, Coleman s’approche à nouveau du phénomène scolaire avec une nouvelle recherche sur les écoles catholiques et autres institutions privées. Les auteurs de cette nouvelle étude rapportent que les hautes écoles catholiques et les autres institutions privées produisent plus de réussite que les hautes écoles publiques. Mais aussi que la réussite est plus équitablement distribuée parmi les classes sociales dans l’institution scolaire catholique plutôt que dans les écoles publiques. 
Il est intéressant de souligner le revirement des caractéristiques politiques des travaux de Coleman: dans les années 1960 et 70, les politiques libérales étaient menacées par la mauvaise perception du EEO selon laquelle : « schools don’t matter; families do » tandis que, durant les années 1980 lorsque Coleman s’attaque aux « school effects » ses conclusions furent applaudies par les conservateurs soutenant les écoles privées.